# Репиште (Владичин Хан)
Репиште је насеље у Србији у општини Владичин Хан у Пчињском округу. Према попису из 2022. било је 129 становника (према попису из 2011. било је 213 становника).

## Положај и тип
Село се налази на просторном терасастом земљишту oкo узвишења Деја (889 м). Источно, јужно и северно од узвишења види се серија од три језерска пода. Они су високи 800, 760 и 730 м. Најближа су насеља Мртвица са Ј3 и Кораћевац. Становници се водом снабдевају са извора. Познатији извори су: Царева Бара, Бела Вода, Голем Извор, Деда Ђурин Кладенац, Дулан и др.
Називи потеса на атару су: Бабин Трап, Селиште, Манастнр, Градац, Буљуковац, До6рошаница, Кркина Бара, Јазбине, Старо Село, Смрдан, Црвена Њива, Јалова Бука, Бела Вода, Мусинци, Деја, Лешнички Рид, Комин (тромеђа: Репишта, Бистрице и Граова), Јаскова Падина, Сливје, Страње, Гарвник, Причељ, Марић, Габрак, Курчине Кошаре, Церовача, Питомо Ориште, Букова Глава, Ивје, Петрићев Трап, Мала и Голема Тумбица, Студена Падина.
Село је разбијеног типа. Kyћe су растурене и из Репишта неприметно се прелази у околна села. Све куће појединих родова нису у истој махали. Главније махале зову се: Ивковци, Капларци, Павловци, Сливјарци, Ђорковци, Буљуковац, Деда Савинци, Извор, Докшан и Манастир. Свега Репиште има 143 дома (1959. г.)

## Историја
У турским пописима из 17. века помиње се као велико дервенско село (91 – 120 хришћанских породица). Средњовековно село је расељено, вероватно, у време аустро – турских ратова (крајем 17. и почетком 18. века). Обновљено је у другој половини 18. века досељавањем становништва из Пољанице и др. Садашње насеље основано је на месту са значајним траговима раније српске насељености (остаци манастира Св. Илије – 15х5м, на чијим зидовима постоје делови фресака, стари гробови, земљани ћункови манастирског водовода и др.). После ослобођења од Турака има 65 кућа и 497 житеља (1879). Становништво је српско (слави Св. Врачеве, Св. архангела Михиала и Св. Николу зимског).
На потесу Бабин Трап је локалитет Црквиште. То је крај пута за суседну Мртвицу. На површини земље виде се „тесан камен и црепутнике" . До Бабиног Трапа је место Селиште.
У северозападном делу Репишта, где је земљиште заравњено и високо око 700m, постоји место Манастир. Ту се познају рушевине старог манастира Свети Никола који је некад био богат манастир , у ком је, по причи, живело 70 калуђера. Испод манастира је место Пашина Лука. На том месту уставио се некад некакав паша с војском, не знајући да ту близу има манастир. Калуђери ноћу, изненада, ударе на војску, разбију је и растерају. Остане само један младић. Он је чуо, како су калуђери, после сече, говорили: "Нека зна Турчин како сече црногаћа калуђер" Чувши то, младић убоде себе трном, и те рећи запише на нокту од палца. Иза тога некако умакне, и јави се Турцима за погибију ове војске. Турци дођу с великом силом, те манастир похарају и спале а калуђере све исеку. После те паљевине тај манастир није обнављан. Источни зид очуван је све до крова. Зидови на другим странама су нижи. Манастир је био дуг око 15, а широк око 5m. За израду зидова употребљаван је камен лепљен кречом. На поменутом источном зиду виде се остаци од фресака. Око манастирских рушевина су многи стари гробови. Све је урасло у шибљу и дрвећу да је преглед рушевина јако отежан. Крај Манастира једно место зове се Гредац.
Поменути стари српски манастир свакако потиче од средњег века. Он јасно сведочи о величини и значају старог насеља које је постојало пре данашњег Репишта. Сељаци сматрају да је манастир био посвећен Св. Илији. До њега је земљаним ћунковима била спроведена вода са извора Бела Вода. Неки људи тражећи „закопано благо“ копали су по поду од храма и око њега.
Када су пропали манастир и насеље око њега? У народу се говори ово. Једном је око манастира био сабор. Том приликом на месту сабора из кљуна орла испало је парче турског феса. Ово је био неповољан знак. Становници „су изгубили вољу да живе овде". Спустили су се до Ј. Мораве "и испобегли без икакву борбу". Ово се свакако не може објаснити друкчије ако се не доведе у везу са аустро-турским ратовањем крајем XVII и y првој половини XVIII века.
Данашње Репиште основали су досељени српски становници то у другој половини XVIII века. За његове осниваче рачунају се преци данашњих родова: Павловци, Деда Савинци, Ђорговци и др.
У западном делу Репишта постоји потес Старо Село. Тамо се налазе три куће и више њива. Сматра се, да је данашње Репиште било основано на Старом Селу. Касније, када је село нарасло становници су се „растикали" по другим деловима атара.
Једно место звано Селиште лежи у нижем делу атара поред Ј. Мораве. Тамо су сада ливаде. Остатака од старина нема. На том селишту живели су неки Пешићи и Стојковићи. Они су касније напустили то место и саградили кyћe у махали Смрдан, која има високи пложај. И друге кyћe повлаче се из нижих у више делове јер им је на висини „имање боље".
Електрифицирано је у послератном периоду, и водом се снабдева преко локалних водовода (каптирани извори). У прошлости је познато по изради „острила за косу“ (брусева) и „црепуљарима“ (црепуљарски занат ишчезао). Има четвороразредну ОШ.
Сеоска слава је Ђурђевдан. На дан сеоске славе ранијих година приређиван је сабор и народни обичај „Краљице“, када су 10 – 15 група девојака (7 – 8 у групи) за удају, обучених у народну ношњу, са барјацима полазиле из поједних махала, да би се потом окупиле на Трапу, где је њиховом игром почињао сабор и народно весеље. Одржава се код крста на месту Трап близу школе.
Бугарски окупатори 23. III. 1943. г. спалили су у Репишту велики број кyћa и привредних зграда. Тада су они из овог села на месту Јелова Глава стрељали 18 мушкараца.

## Порекло становништва
Данашње становништво Репишта потиче од предака који су досељени. Родови су: Павловци (19 к, Св. Никола), пореклом су из села Дрнова у Пољаници. Одатле се доселиo предак Љубисав пре око 180 година. Тада је основано и данашње Репиште. Љубисав је имао сина Павла по коме је остало име рода. Павловци знају ову генеалогију: Мирко, 60 година - Миленко - Стаменко - Станко - Павле - Љубисав. Прича се, да је Љубисав у Дреновцу имао сестру. Једном су „Турци" уграбили сестру са њиве где су копали. Он је убио Турке и сестру и побегао у суседну Бистрицу. Тамо су га „открили Турци" а зато је прешао у Репиште.- Деда Савинци (15 к) и Ђорковци (20 к), славе св. Николу. И они спадају у осниваче села, јер су досељени када и Павловци. Место старине не знају. - Ивковци (10 к) и Капларци (20 к) славе св. Николу. Дошли су однекуда после предњих родова.- Додићевци (10 к), Данковци (1 к), Чупаци (4 к), Миленковци (12 к) и Мрмунци (6 к), славе св. Николу. И њихово место порекла се не зна. За Мрмунце се говори, да су некада били „најгазде људи".- Пећавци (13 к, св . Арханђео), не зна се одакле су досељени. - Докшинци(10 к, св. Врачи), и код њих се не зна одакле су досељени. – Милошевци (3 к, св. Никола), досељени су из суседне Мртвице. Даље порекло не знају. За Станковиће се зна да су дошли из Црне Горе и да славе Светог Николу.

## Демографија
Индекс демографског старења (i), креће се у распону од 0,3 (1961) до 1,5 (1991).
У насељу Репиште живи 205 становника, а просечна старост становништва износи 49,7 година (45,5 код мушкараца и 53,8 код жена). У насељу има 131 домаћинство, а просечан број чланова по домаћинству је 2,63.
Ово насеље је великим делом насељено Србима (према попису из 2011. године), а пад становника се бележи од Другог светског рата.
|  |

| Демографија | Демографија | Демографија |
| Година      | Становника  | Становника  |
| ----------- | ----------- | ----------- |
| 1948.       | 984         |             |
| 1953.       | 968         |             |
| 1961.       | 883         |             |
| 1971.       | 733         |             |
| 1981.       | 600         |             |
| 1991.       | 481         | 475         |
| 2002.       | 344         | 346         |
| 2011.       | 213         |             |
| 2022.       | 129         |             |

| Етнички састав према попису из 2002.‍ | Етнички састав према попису из 2002.‍ | Етнички састав према попису из 2002.‍ | Етнички састав према попису из 2002.‍ | Етнички састав према попису из 2002.‍ |
| ------------------------------------ | ------------------------------------ | ------------------------------------ | ------------------------------------ | ------------------------------------ |
|                                      |                                      |                                      |                                      |                                      |
| Срби                                 | Срби                                 |                                      | 342                                  | 99,41%                               |
| непознато                            | непознато                            |                                      | 0                                    | 0,0%                                 |

| Година пописа     | 1948. | 1953. | 1961. | 1971. | 1981. | 1991. | 2002. |
| ----------------- | ----- | ----- | ----- | ----- | ----- | ----- | ----- |
| Број домаћинстава | 164   | 171   | 176   | 179   | 169   | 149   | 131   |

| Број чланова      | 1  | 2  | 3  | 4  | 5 | 6  | 7 | 8 | 9 | 10 и више | Просек |
| ----------------- | -- | -- | -- | -- | - | -- | - | - | - | --------- | ------ |
| Број домаћинстава | 35 | 47 | 18 | 11 | 7 | 11 | 0 | 2 | 0 | 0         | 2,63   |

| Пол    | Укупно | Неожењен/Неудата | Ожењен/Удата | Удовац/Удовица | Разведен/Разведена | Непознато |
| ------ | ------ | ---------------- | ------------ | -------------- | ------------------ | --------- |
| Мушки  | 148    | 41               | 94           | 12             | 1                  | 0         |
| Женски | 158    | 18               | 100          | 35             | 5                  | 0         |
| УКУПНО | 306    | 59               | 194          | 47             | 6                  | 0         |

| Пол    | Укупно                    | Пољопривреда, лов и шумарство | Рибарство                            | Вађење руде и камена | Прерађивачка индустрија       |
| ------ | ------------------------- | ----------------------------- | ------------------------------------ | -------------------- | ----------------------------- |
| Мушки  | 61                        | 5                             | 0                                    | 0                    | 16                            |
| Женски | 16                        | 8                             | 0                                    | 0                    | 1                             |
| УКУПНО | 77                        | 13                            | 0                                    | 0                    | 17                            |
| Пол    | Производња и снабдевање   | Грађевинарство                | Трговина                             | Хотели и ресторани   | Саобраћај, складиштење и везе |
| Мушки  | 0                         | 4                             | 2                                    | 4                    | 20                            |
| Женски | 0                         | 0                             | 2                                    | 1                    | 0                             |
| УКУПНО | 0                         | 4                             | 4                                    | 5                    | 20                            |
| Пол    | Финансијско посредовање   | Некретнине                    | Државна управа и одбрана             | Образовање           | Здравствени и социјални рад   |
| Мушки  | 2                         | 1                             | 1                                    | 0                    | 0                             |
| Женски | 0                         | 0                             | 0                                    | 1                    | 0                             |
| УКУПНО | 2                         | 1                             | 1                                    | 1                    | 0                             |
| Пол    | Остале услужне активности | Приватна домаћинства          | Екстериторијалне организације и тела | Непознато            | Непознато                     |
| Мушки  | 2                         | 0                             | 0                                    | 4                    | 4                             |
| Женски | 0                         | 0                             | 0                                    | 3                    | 3                             |
| УКУПНО | 2                         | 0                             | 0                                    | 7                    | 7                             |